# Elektrohemijski gradijent
Elektrohemijski gradijent je gradijent elektrohemijskog potencijala, obično proizveden jonima koji se mogu kretati kroz membranu. Gradijent se sastoji od dva dela, hemijskog gradijenta ili razlike koncenracija rastvorka preko membrane, i električnog gradijenta ili razlike u naelektrisanju preko membrane. Kad postoje neravnomerne koncenracije jona kroz permeabilnu membranu, joni će se kretati kroz membranu iz oblasti više koncentracije do oblasti niže koncentracije putem jednostavne difuzije. Joni takođe nose naelektrisanje koje formira električni potencijal preko membrane. Ako postoji neravnomerna distribucija naelektrisanja preko membrane, onda razlika električnih potencijala stvara silu koja pokreće jonsku difuziju dok se naelektrisanja ne balansiraju na obe strane membrane.

## Pregled
Elektrohemijski potencijal je važan u elektroanalitičkoj hemiji i industrijskim aplikacijama, kao što su baterije i gorive ćelije. On predstavlja jedan od mnogih razmenljivih oblika potencijalne energije putem koga se energija može čuvati.
U biološkim procesima, smer kretanja jona difuzijom ili aktivnim transportom kroz membranu je određen elektrohemijskim gradijentom. U mitohondrijama i hloroplastima, protonski gradijenti se koriste za generisanje hemiosmotskog potencijala, koji je takođe poznat kao protonska pokretna sila. Ova potencijalna energija se koristi za sintezu ATP molekula putem oksidativne fosforilacije ili fotofosforilacije, respektivno.
Elektrohemijski gradijent ima dve komponente. Prvo, električna komponenta je uzrokovana razlikom naelektrisanja preko lipidne membrane. Drugo, hemijska komponenta je uzrokovana razlikom koncentracija jona preko membrane. Kombinacija ta dva faktora određuje termodinamički povoljan smer za kretanje jona kroz membranu.
Elektrohemijski gradijent je analogan sa vodenim pritiskom na hidroelektričnoj brani. Membranski transportni proteini kao što je natrijum-kalijumska pumpa unutar membrane su ekvivalentni turbinama koje konvertuju potencijalnu energiju vode u druge forme fizičke i hemijske energije, a joni koji prolaze kroz membranu su ekvivalentni sa vodom koja završava na dnu brane. Takođe, energija se može koristiti za pumpanje vode u jezero iznad brane. Na sličan način, hemijska energija u ćelijama se koristi za kreiranje elektrohemijskih gradijenata.

## Literatura
- Nelson, David; Cox, Michael (2013). Lehninger Principles of Biochemistry. New York: W.H. Freeman. стр. 403. ISBN 978-1-4292-3414-6.
- Campbell & Reece (2005). Biology. Pearson Benjamin Cummings. ISBN 978-0-8053-7146-8.
- Stephen T. Abedon, "Important words and concepts from Chapter 8, Campbell & Reece, 2002 (1/14/2005)", for Biology 113 at the Ohio State University